# Idiocera pulchripennis
Idiocera pulchripennis là một loài ruồi trong họ Limoniidae. Chúng phân bố ở miền Cổ bắc.